# 豊田東インターチェンジ
豊田東インターチェンジ（とよたひがしインターチェンジ）は愛知県豊田市にある伊勢湾岸自動車道のインターチェンジ。近隣の豊田東ジャンクションで接続される東海環状自動車道及び新東名高速道路と豊田ジャンクションで接続される東名高速道路の出入口としても運用されている。
料金所脇には中日本高速道路名古屋支社豊田保全・サービスセンターが所在している。

## 道路
- E1A 伊勢湾岸自動車道（2番）
- E1 東名高速道路（豊田JCT経由）
- C3 東海環状自動車道（豊田東JCT経由）
- E1A 新東名高速道路（豊田東JCT経由）
- 国道248号（一般道経由）

## 料金所
- レーン数：8

### 入口
- レーン数：3
  - ETC専用：2
  - サポート：1

### 出口
- レーン数：5
  - ETC専用：3
  - サポート：2

## 歴史
- 2003年3月15日 : 豊田東IC が東名高速道路のインターチェンジとして開通し一部供用開始。
- 2004年12月12日 : 豊田JCT - 豊田南IC間開通に伴い東名高速道路が伊勢湾岸自動車道四日市方面と接続、伊勢湾岸道のインターチェンジとなる。
- 2005年3月19日 : 豊田東JCT-豊田東IC間開通（暫定4車線）に伴い同時開通の東海環状道と接続、完全供用開始。
- 2025年4月15日 : 料金所がETC専用になる[1]。

## 周辺
- トヨタ自動車本社工場、上郷工場
- 三菱自動車岡崎製作所・教育センター
- ユピテル工業　技術・生産センター
- 愛知県警察高速道路交通警察隊豊田分駐隊
- おかざき自然体験の森
- 奥殿陣屋
- 矢作川

## 隣
E1A 伊勢湾岸自動車道
(1) 豊田東JCT（東海環状自動車道および新東名高速道路に接続） - (2) 豊田東IC - (19-2) 豊田JCT（東名高速道路に接続）